# Дан (эпоним)
Дан (или Хальфдан) — имя древнего легендарного короля Дании, упоминаемое в средневековых скандинавских текстах. Эпоним Дании.

### Хроники Лейра
Хроники Лейра, написанные около 1170 года, упоминают древнего короля Уппсалы, тремя сыновьями которого были Дан, впоследствии правивший Данией, Нори, который впоследствии правил Норвегией, и Остен, который впоследствии правил шведами. Дан, по-видимому, сначала правил в Зеландии, поскольку в Хрониках говорится, что именно тогда, когда Дан спас свой народ от нападения императора Августа, юты и люди с Фюна и Скании признали его своим королём. Они заселили земли государства, названного в честь основателя Данией. Жена Дана названа Дана, а сын — Ро.

### Ригстхула
В эддической поэме «Ригстхула» рассказывается, как бог Риг (отождествляемый с Хеймдаллем) стал отцом смертного сына по имени Ярл. У Ярла было двенадцать сыновей от дочери Эрна Херсы, младший из которых носил имя Кон Младший (на древнескандинавском — «Konr Ungr»), это имя является эпонимом титула конунг, хотя это, скорее всего, плод народной этимологии. Однажды, когда он охотился и ловил птиц в лесу, с ним заговорила ворона и сообщила, что он получит больше, победив неких Дана и Данпа. На этом песня обрывается.

### Сага о Скьёльдунгах
Согласно латинскому пересказу Арнгримура Йонссона утраченной Саги о Скьёльдунгах, сделанному в 1597 году:
Риг был не последний человек среди великих своего времени. Он женился на дочери Данпа, повелителя Данпстеда, чьё имя было Дана; позже, получив королевский титул этой провинции, он передал по наследству её своему сыну от Даны, которого звали Дан или Данум, все они назывались Данами.
Эта история близка к истории по Ригстхуле. Здесь Дан женился на Олофе, дочери Вермунда, и таким образом стал шурином Оффа, упомянутого в древнеанглийской поэме «Беовульф». Дан правил сначала в Ютландии, но затем завоевал Зеландию короля Алейфа, создав Датское королевство.

### Сага об Инглингах
В 20 главе Саги об Инглингах Снорри Стурлусона рассказывается история шведского конунга Дюггви: 
Матерью Дюггви была Дротт, дочь короля Данпа, сына Рига, которого первым звали конунгом на датском языке. Его потомки всегда после носили титул конунга, титул высшего достоинства. Дюггви был первым из его семьи был назван конунгом, в то время как его предшественников называли дроттиннами, а их жен дроттнингами, а их двор дротт (рать). Каждого из них звали Ингви или Ингуни, а весь их род звали Инглингами. Королева Дротт была сестрой короля Дана Микиллати, от которого Дания берет своё название.
Здесь Риг — отец Данпа и дед Дана. Слово «Микиллати» можно перевести как «Великолепный» или «Гордый». Снорри не упоминает здесь, является ли этот Дан также потомком короля Фридфроди или Мир-Фроди, которого Снорри представил правящим в Зеландии современником Фьёльнира, сына Фрейра, за шесть поколений до короля Дюгви:
В то время, когда короли, о которых мы говорим, находились в Уппсале, Данией правил Дан Микиллати, доживший до глубокой старости; затем его сын Фроди Микиллати, или Миролюбивый, сменил его сыновья Хальвдан и Фридлейф, великие воины.
В предисловии ко Кругу Земному (включающему и Сагу об Инглингах) Снорри пишет:
Эпоха Кэрнса началась в Дании после того, как Дэн Микиллати воздвиг для себя могильную пирамиду и приказал, чтобы он был похоронен в ней после смерти, вместе с королевскими украшениями и доспехами, лошадью, седельной мебелью и другими ценными товарами. И многие из его потомков последовали его примеру. Но сжигание мертвых продолжало быть обычаем шведов и северян еще долгое время.

### Свен Аагесен
Историк XII века Свен Аггесен упоминает некого Дана Элатуса «Гордого», предположительно, Дэна Микиллати, и делает его преемником Оффы, сына Вермунда, что согласуется с Сагой о Скьёльдунгах. Он написал, что Дан был настолько могущественным королем, что его слугой и советником был ещё один король, а ещё два дворянина, которые водили его коня.

### Деяния Данов
Согласно «Деяниям данов» Саксона Грамматика, Дан и Ангул были родными братьями. Саксон начинает свою историю с двух братьев по имени Дан и Ангул, сыновей некого Хумбли, ставших правителями с согласия народа за свою храбрость. Однако их не называли королями, так как в то время не было этого титула.
Ангул является эпонимом региона Ангельн. От его народа произошли англичане, от которых назвалась Англия.
У Гриты, жены Дана родились два сына - Хумбли и Хлёдр. Ни один из них не известен другим источникам, хотя король по имени Хумбли является лидером гуннов в древнескандинавской битве готов и гуннов. Хлёдр мог иметь какое-то отношение к норвежскому богу Лодуру или изгнанному королю Херемоду, упомянутому в «Беовульфе», или к ним обоим. По словам Саксона Грамматика, Хлёдр - отец знаменитого героя Скьёльда.
Второй король по имени Дан появляется намного позже, в Книге 4 как сын Уффо, сына Вермунда (то есть Оффа Ангела, сына Вермунда). Но Саксон в нескольких строках называет его воинственным королем, который презирал своих подданных и растратил свое богатство, сильно переродившееся по сравнению с его предками.
За ним следует король Хуглейк, затем Фродо II, за которым следует Дан III. Саксон конкретно не указывает происхождение какого-либо из этих королей. Об этом Дане Саксон рассказывает только историю, что, когда Дану было двенадцать лет, устав от высокомерия саксонских послов, требовавших подати под страхом войны, он перебросил реку Эльбу с кораблями, переправился через реку и одержал великую победу.
Этот Дан является отцом Фридлейфа I, отца Фроди, в котором можно узнать Фридлейфа и его сына Фроди, часто упоминаемого в скандинавских источниках, причем последний, по крайней мере, связан с Мир-Фроди, которого Снорри представил в начале саги об Инглингах.

### Песня о Эрике
«Песня о Эрике» когда-то рассматривалась как ценный источник истории периода переселения народов, но теперь считается недостоверной подделкой, созданной в XVI веке.
Баллада посвящена Эрику, первому королю Готланда. Он послал отряд готов на юг, в страну под названием Ветала, где ещё никто не возделывал землю. В их компании был мудрый человек, который должен был соблюдать закон. Наконец, король по имени и Хумблпоставил своего сына Дана править поселенцами, и в честь Дана Ветала была переименована в Данию.
Песня была впервые опубликована в латинском переводе в «Historia de omnibus gothorum sueonumque regibus» Иоганна Магнуса (1554 г.). Он заявляет, что оригинальная песня в то время широко исполнялась в Швеции.